# Vanessa Carlton
Pour les articles homonymes, voir Carlton.
 (mars 2017).
Vanessa Lee Carlton, née le 16 août 1980 à Milford en Pennsylvanie, est une auteure-compositrice-interprète américaine. Pianiste et chanteuse, elle se fait connaître en 2002 avec la chanson A Thousand Miles extraite de son premier album Be Not Nobody, catapulté en tête des charts américains et certifié disque de platine. Le succès de son premier opus lui permet de décrocher trois nominations aux Grammy Awards.
À la suite de l'immense succès de ses débuts, Vanessa Carlton sort cinq autres albums - Harmonium en 2004, Heroes & Thieves en 2007, Rabbits On The Run en 2011, Liberman en 2015 et Love Is An Art en 2020. Malgré le succès critique de ses productions, son succès reste plus confidentiel.
Loin des majors de ses débuts, Vanessa Carlton s'autoproduit et continue les tournées partout dans le monde. Elle se produit notamment en France à la Cigale en 2003 et à la Flèche D'Or en 2016.
En 2019, elle se produit à Broadway en tant que rôle principal dans la comédie musicale Beautiful, sur la vie de l'artiste Carole King.

## Vie et Carrière

### 1980-2001: Enfance et début de carrière
Vanessa est née à Milford en Pennsylvanie. Son père Ed Carlton est pilote de ligne et sa mère Heidi est pianiste et professeur de musique. Vanessa possède des origines paternelles amérindiennes et des origines juives russes du côté de sa mère. Elle a un petit frère et une petite sœur : Edmund et Gwen. Son oncle, Larry Carlton, est un célèbre guitariste de jazz. Son intérêt pour la musique est apparu très tôt à l’âge de deux ans lors d’une sortie au Parc de Disneyland. Elle retranscrit à l’oreille « It’s a Small Word » au piano. Dès lors, sa mère commença à enseigner le piano à sa fille.
Elle développa un intérêt particulier pour la danse de ballet à neuf ans et fut admise à l’Ecole de Ballet Américain cinq années plus tard alors qu’elle étudiait à l’Ecole des Enfants Professionnels. À dix-neuf ans, elle décida de se consacrer à plein temps à la composition et à l’écriture de chansons et abandonna l’idée de devenir une danseuse professionnelle. Elle fréquenta alors l’Université Colombia et commença à se produire dans des bars et clubs de Manhattan à New York tout en étant serveuse dans le quartier Hell’s Kitchen.
Vanessa Carlton fit la connaissance de Peter Zizzo dans un cercle de chanteurs-compositeurs. Quelques mois après, celui-ci invita Vanessa à son studio pour enregistrer Rinse, un prototype d’album. Il ne fut jamais commercialisé mais certaines pistes ont été réutilisées pour son album Be Not Nobody. Carnival fut réarrangée puis renommée en Dark Carnival pour le jeu vidéo Spy Hunter 2. Rinse incluait notamment « Interlude » (renommée plus tard A Thousand Miles), Rinse, Ordinary Days (renommée plus tard Ordinary Day), Twilight, Pretty Baby, All I Ask et Superhero. Parmi ces chansons, seules les cinq premières ont été incluses dans Be Not Nobody, son premier album. Sa cassette de démonstrations comportait également « Face », « Meggy Sue », « Little Mary », « Burden », « Wonder », « Devil Dance » et « Last Fall ».

### 2002-2003:Be Not Nobody
Malgré son acharnement pour sortir un album, Vanessa Carlton prit la décision de quitter sa maison de disques à cause d’un cruel manque de direction. Cependant, Ron Fair, le président d’A&M, réussit à se procurer une démo de A Thousand Miles et organisa par la suite des sessions d’enregistrements et d’arrangements pour cet unique titre. Le single gravit rapidement le top 5 du Billboard Hot 100 et devint la sixième chanson la plus jouée de l’année. A Thousand Miles reçut par la suite plusieurs nominations aux Grammy Awards dans les catégories « Record of the Year », « Song of the Year » et « Best Instrumental Arrangement Accompanying Vocalist(s)».
Ron Fair produisit le reste de l’album. Be Not Nobody fut commercialisé en avril 2002 et se plaça directement en cinquième position dans le top albums Billboard 200 avec 102 000 unités écoulées. On dénombra plus de 3,5 millions de copies vendues dans le monde entier. Deux autres singles furent mis en vente : Ordinary Day et Pretty Baby. Vanessa Carlton participa ensuite aux premières parties des concerts des Goo Goo Dolls et de Third Eye Blind avant de réaliser sa propre tournée à la fin de l’année 2002. En 2003, elle consacra plusieurs dates de concerts en Europe.
Avant la publication de son premier album, Vanessa Carlton collabora avec plusieurs artistes. Elle prêta sa voix au titre « Big Yellow Taxi » des Counting Crows, réalisa un accompagnement piano pour le chanteur Italien Zucchero dans la musique « Indaco Dagli Occhi del Cielo » et enregistra des chœurs pour « Moving On » de Kimya Dawson. 

### 2004-2005:Harmonium

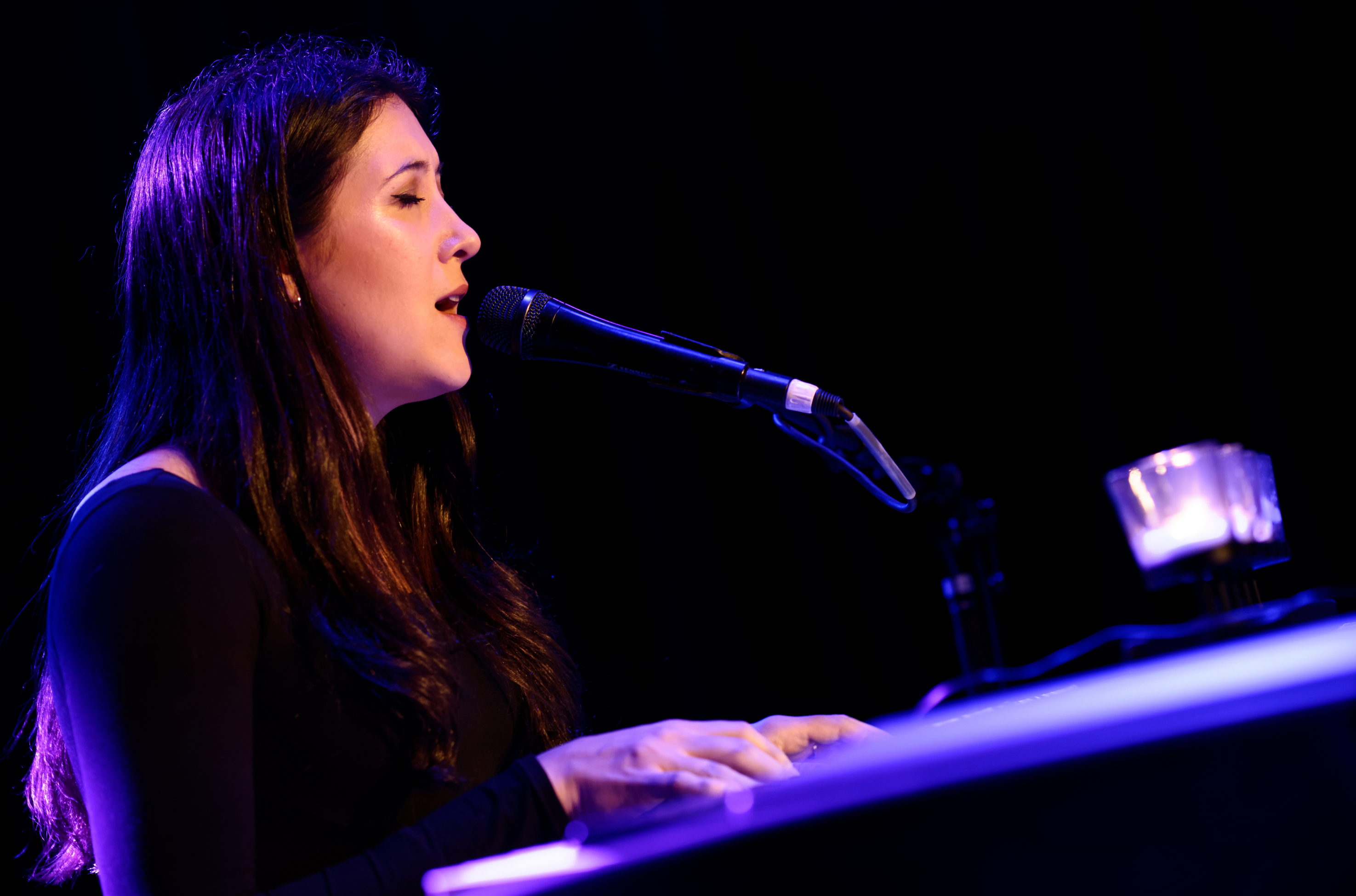
Vanessa Carlton au Roxy Theatre à Los Angeles en 2005

Vanessa Carlton enregistra son deuxième album, Harmonium, au ranch Skywalker dans les environs de San Francisco. Il fut produit par Stephan Jenkins du groupe Third Eye Blind. Celui-ci inclut des passages plus sombres par rapport au premier disque de Vanessa. La chanteuse déclara que son nouvel album contenait davantage de sa propre esthétique par opposition à Be Not Nobody qui était plus influencé par Ron Fair. Harmonium se plaça à la 33e place dans le Billboard 200 et s’écoula à 179 000 copies jusqu’en février 2006. On compte aujourd'hui 250 000 exemplaires vendus aux États-Unis et 500 000 à travers le monde.
Le single White Houses commença à être diffusé à la radio à la fin du mois d’août 2004. Il atteignit la 86e position dans le Billboard Hot 100. La chaîne MTV censura puis bannit le clip vidéo à cause de paroles faisant références à des rapports sexuels. Vanessa Carlton attribua cette censure à la suite de la controverse du Super Bowl XXXVIII dans laquelle Janet Jackson était impliquée.
Pour promouvoir son album, Vanessa Carlton réalisa plusieurs concerts dans l’Amérique du Nord. Sa tournée commença le 21 octobre et s’acheva le 21 novembre. Elle choisit le groupe pop-rock Low Millions pour sa première partie. Vanessa enregistra également une reprise de Time Is on My Side pour une publicité commerciale de Time Warner. La chanteuse fit par la suite des premières parties pour Cary Brothers et Ari Hest du 9 mars au 30 avril. Vanessa Carlton quitta finalement sa maison de disques A&M au milieu de l’année 2005. D’après elle, sa non-conformité au courant actuel des artistes empêcha le label de concevoir une décente promotion pour son deuxième album.

### 2006-2008:Heroes & Thieves
Tôt dans la tournée Harmonium de 2005, Vanessa Carlton composa trois nouvelles chansons : Hands on Me, This Time et The One. Lorsqu’elle accompagna Stevie Nicks pour son Gold Dust U.S. Tour, Vanessa fit la première de deux autres titres : Best Behavior et All Is Well. En octobre 2006, Irv Gotti annonça que la chanteuse avait signé un contrat dans sa maison de disques Inc. Records.
Son troisième album Heroes & Thieves reçut de très bonnes critiques par la presse américaine lors de sa sortie. Il débuta à la 44e position dans l’U.S. Billboard 200 avec Nolita Fairytale comme premier single. En décembre 2007, l’album avait déjà trouvé sa place dans 41 000 foyers aux États-Unis. Pour promouvoir son nouvel album, Vanessa Carlton participa au Haunted Club Tour du 2 novembre au 24 novembre 2007. Le second single Hands on Me fut diffusé à la radio le 19 février 2008. Vanessa partit ensuite en 2008 en tournée aux États-Unis avec Joshua Radin et Alexa Wilkinson. En 2009, l'album s'est vendu à plus de 540 000 exemplaires.

### 2009 à 2012:Rabbits on the Run & Hear The Bells

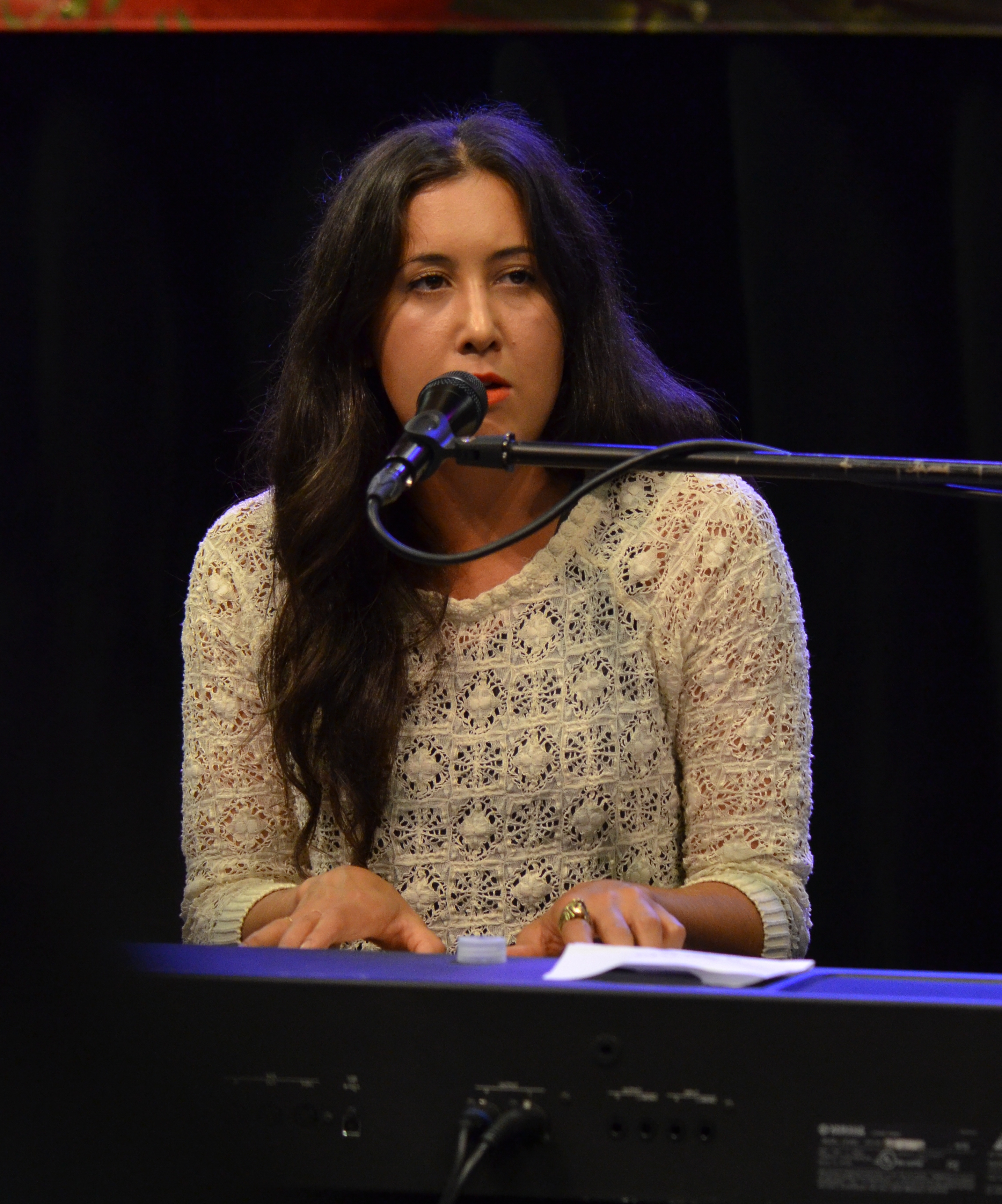
Vanessa Carlton en 2011 pendant la promotion de Rabbits On The Run

Lors d'une interview d'octobre 2010, Vanessa Carlton déclara qu’elle était à mi-chemin de son quatrième album. Elle expliqua qu'elle était à Londres dans les célèbres studios Abbey Road pour enregistrer son nouvel opus avec Steve Osbone, son nouveau producteur, Ari Ingber de The Upwelling et Patrick Hallahan de My Morning Jacket.
Le 9 mai 2010, elle annonça le titre définitif de son prochain disque : Rabbits On The Run. Selon elle, le titre représenterait  «la distorsion du temps, le flottement de l’esprit», des symboles récurrents représentés par les lapins. Ces symboles seraient des choses auxquelles elle aurait été confrontée durant ces dernières années. De plus, elle signala à ses fans qu’elle était en train d’enregistrer l’accompagnement des instruments à cordes.
Le premier single Carousel est sorti en téléchargement le 3 mai 2011 suivi du clip vidéo le 16 mai 2011 à travers la plateforme vidéo VEVO. L'album entier de 10 pistes est quant à lui sorti le 26 juillet 2011 sous le label indépendant Razor & Tie. Plus sombre que les précédents albums, Rabbits on the run est un album concept inspiré de la littérature de Hawkins, qui traite principalement de la mort et des ravages du temps. Sur cet album, Vanessa Carlton s'oriente vers l'indie pop, le rock alternatif ou bien encore l'ambient. La prise de risque est saluée par la critique, mais l'album, en raison d'une faible promotion, réalise un parcours discret en se classant 62e des charts US lors de sa sortie. Amazon.com plaça d'ailleurs Rabbits On The Run 51e de leur liste des meilleurs albums sortis en 2011.
Le 10 novembre 2011 sort un EP intitulé Hear the Bells qui inclut une version acoustique de "A thousand miles", "Do You Hear What I Hear?", "Happy Xmas (War is Over)" ainsi qu'une nouvelle  de "Hear The Bells". De cette nouvelle version est dévoilée le clip de Hear the Bells le 7 juin 2012.

### 2013 à 2017:Liberman
En 2013, Vanessa Carlton travaille sur un nouvel album. Selon l'artiste, l'album comporterait quelques sonorités électroniques. Le 28 février 2014, Vanessa dévoile sur twitter le nom de l'album : Liberman. Un single inédit baptisé Young heart est dévoilé le 21 avril 2015. Le 24 juillet 2015, un EP de 4 titre intitulé Blue pool est mis en ligne. De cet EP est extrait le premier single Blue pool dont le clip est mis en ligne sur Youtube le 4 aout 2015. Cet EP contient également deux versions live de Nothing where something used to be et Operator ainsi qu'un nouveau morceau du nom de Take it easy. Le 28 aout 2015, Vanessa Carlton dévoile la pochette de l'album Liberman, la tracklist et sa date de sortie prévue pour le 23 octobre 2015. Pour l'occasion, un nouveau morceau intitulé Willows est illustré d'une lyrics video sur Youtube. Ce nouvel extrait confirme les influences Ambient, Pop et Folk de Liberman.
Vanessa sort le 21 octobre 2016 Liberman Live. L'album est composé de huit titres enregistrés en direct lors d'une tournée à Nashville dans le Tennessee. Puis le 17 février 2017, elle dévoile un second album live intitulé Earlier Things Live via son propre label Victor Music. On y retrouve six chansons tirées d'albums sortis avant Liberman et jouées en direct lors de sa tournée Liberman en 2015 et 2016.

### Depuis 2017: Album de reprises,Love Is an Artand début à Broadway
En 2017, Vanessa Carlton présente la première chanson de son nouvel opus, qui donne son titre à celui-ci : Love Is An Art. Dès juin 2017, elle travaille activement sur le disque avant d'entrer en studio pour enregistrer ses nouvelles chansons le 23 janvier 2019.
En mars 2018, elle poste sur une reprise par mois. La première des six chansons, une reprise de Call Your Girlfriend de Robyn, le 23 mars 2018, avant  Dreams de Fleetwood Mac,  le 20 avril 2018,  Only Love Can Break Your Heart de Neil Young, le 18 mai 2018, Little Bit of Rain de Fred Neil, le 15 juin 2018,  Needle in the Hay d'Elliott Smith, le 20 juillet 2018 puis Lonely Girls de Lucinda Williams, le 10 août 2018. Les reprises sont ensuite toutes publiées dans un coffret de vinyles comprenant aussi les EP Liberman Live et Earlier Things Live. Le disque sort le 23 novembre 2018.
En mai 2019, Vanessa Carlton révèle qu'elle jouera le rôle principal de la comédie musicale Beautiful de Carole King à partir du 27 juin. C'est la première fois que Vanessa Carlton joue à Broadway. Le spectacle est un succès et Vanessa est saluée pour sa performance.
Le 27 mai 2019, elle annonce via sa page Instagram que son sixième album, Love Is an Art, est produit par Dave Fridmann. L'album a été masterisé le jour même de l'annonce. Il sort finalement le 27 mars 2020.

## Influences artistiques
La mère de Vanessa Carlton influença sa fille à divers compositeurs de musiques classiques comme Mozart ou Erik Satie. À travers son père, elle fut exposée à de célèbres artistes de rock comme Pink Floyd ou encore Led Zeppelin.

## Vie personnelle
Elle a partagé la vie de Stephan Jenkins (membre du groupe Third Eye Blind) de 2002 à 2007. Elle a révélé sa bisexualité en 2010 lors d'un festival à Nashville.
Le 9 octobre 2013, elle annonce attendre son premier enfant avec son compagnon John McCauley (membre du groupe Deer Tick). Quelques semaines plus tard, elle révèle avoir fait une grossesse extra-utérine. Le couple s'est marié le 27 décembre 2013.
En juin 2014, elle annonce attendre son premier enfant, une petite fille prénommée Sidney, qui voit le jour le 13 janvier 2015.

## Bénévolat
En 2005, Vanessa Carlton participa au marathon de New York et collecta de l’argent pour un don à « L’Appel des Musiciens », une association à but non lucratif qui organise des concerts dans les chambres des patients des hôpitaux. Pour soutenir la cause tibétaine, elle contribua à l’album Songs for Tibet dans lequel on retrouve une version acoustique de « More Than This ». Le 25 septembre 2008, Vanessa Carlton et plusieurs autres musiciens et scientifiques partirent pendant neuf jours au Cercle Arctique pour la charité Cape Farewell afin d’étudier les changements climatiques de la planète. La chanteuse a également fait partie de l’association PETA qui défend les droits des animaux.

## Discographie

### Albums studio
- 2002 : Be Not Nobody
- 2004 : Harmonium
- 2007 : Heroes & Thieves
- 2011 : Rabbits on the Run
- 2015 : Liberman
- 2020 : Love Is an Art

### Compilation
- 2011 : ICON: Best Of Vanessa Carlton

### Singles
- 2002 : A Thousand Miles
- 2002 : Ordinary Day
- 2002 : Pretty Baby
- 2004 : White Houses
- 2007 : Nolita Fairytale
- 2008 : Hands On Me
- 2011 : Carousel
- 2011 : I don't want to be a bride
- 2012 : Hear the Bells
- 2013 : I'll wait for you
- 2015 : Young heart
- 2015 : Blue pool
- 2015 : Willows
- 2015 : Operator
- 2019: Future Pain
- 2020: The Only Way To Love
- 2020 : Miner's Canary